# Monpazier
Monpazier é uma comuna francesa na região administrativa da Nova Aquitânia, no departamento Dordonha. Estende-se por uma área de 0,53 km². Em 2010 a comuna tinha 474 habitantes (densidade: 894,3 hab./km²).002 hab/km².
Pertence à rede das As mais belas aldeias de França.